# Trésor de Gourdon

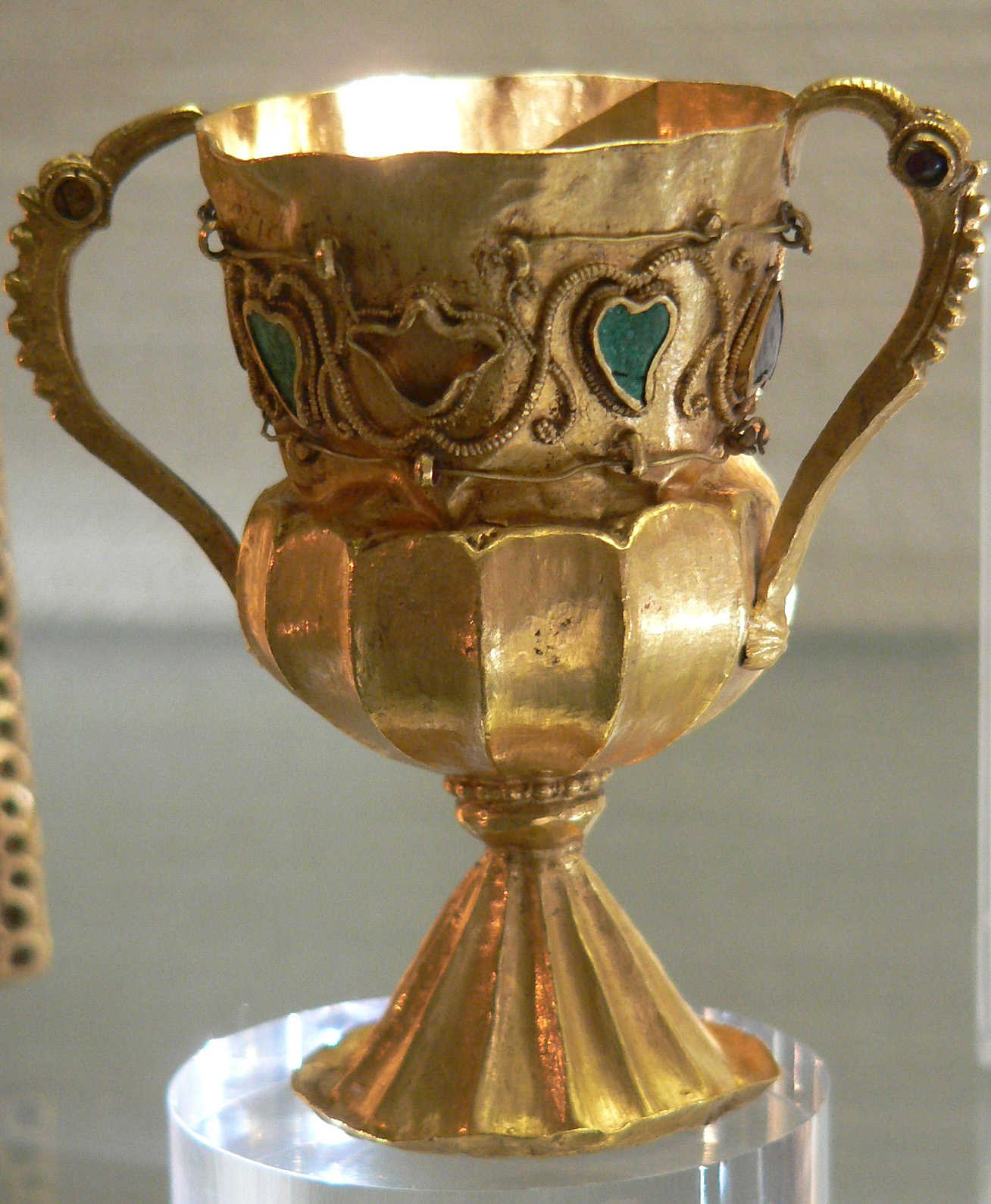
Gyllene kalk med granatsmycken och turkos. Från Le Trésor de Gourdon-skrinet i Cabinet des Médailles, Paris.

Le Trésor de Gourdon (franska, svenska: Skatten i Gourdon), uppgrävd 1845 nära Gourdon i Saône-et-Loire, är ett föremål i guld som daterar tillbaka till slutet av 400-talet eller början av 500-talet och som undangömdes efter år 524. När skatten upphittades bestod den av ett nattvardskärl (illustration till höger), en rektangulär oblattallrik (illustration nere till vänster), på liknande sätt dekorerade med granatsmycken och turkos, tillsammans med omkring hundra guldmynt från den bysantinske kejsaren Leo Thrakierns regeringsperiod till Flavius Justinus regeringsperiod. Den merovingiska kungen Klodvig I konverterade till kristendomen år 496. Kärlet och oblattallriken kan vara från tidig merovingisk eller sen Gallo-romersk tid.
Skatten är bevarad i Cabinet des Médailles, Paris, en avdelning inom Bibliothèque nationale.

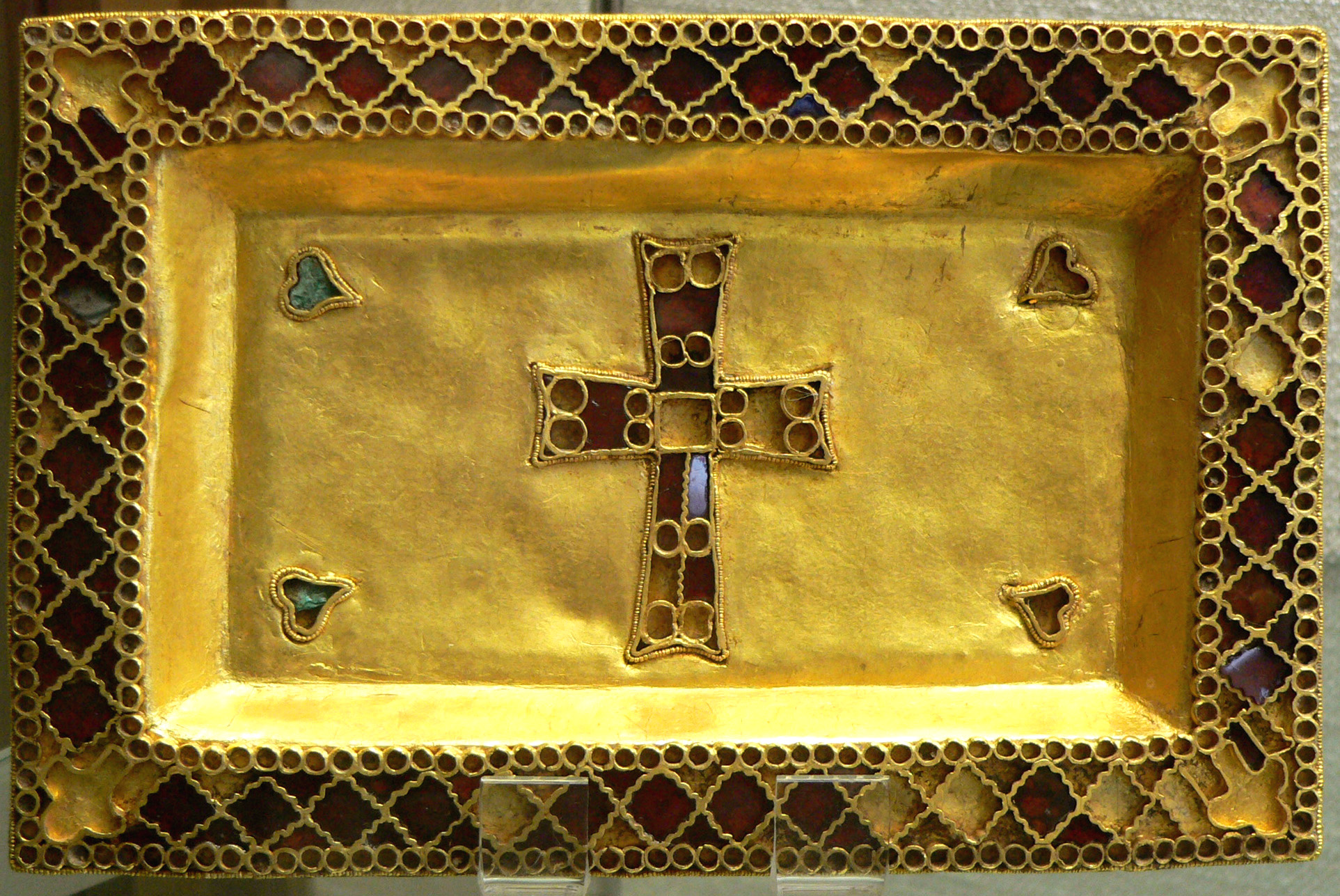
Oblattallriken från Gourdon.

På 600-talet låg ett kloster i Gourdon, varifrån dessa föremål kan ha kommit. Det senaste datumet bland de mynt som ingick i fyndet kan fastställas till cirka 524. Skatten kan ha blivit förhastat begravd i väntan på en attack. Uppfinnandet var en ren slump: en herdinna, Louise Forest, upptäckte den under en romersk bricka märkt med ett kryss. Skatten såldes på auktion i Paris den 20 juli 1846, när oblattallriken och nattvardskärlet förvärvades av staten, medan de dokumentariska mynten utspreds och förlorades.
Kärlet är liten, 7 och en halv centimeter hög, stående på en kapad konisk botten, med två handtag som tar formen av en starkt stiliserad fågel som kan kännas igen utifrån sin näbb och granatsmyckena som bildar dess ögon. Huvuddelen av kärlet har en omvänt utsirad bas under en utbredd överdel, utsmyckad med guldsnäckor, granatsmycken och turkoser skurna i formen av hjärtan och palmetter.
Den rektangulära oblattallriken är 19,5 cm av 12,5cm och 1,6 cm djup. I mitten finns ett dekorerat kors i granatsmycken och fyra hörnmotiv i turkos. Korset identifierar otvetydigt ensemblen som kristen.
På 520-talet utspelade sig ett krig i östra Gallien mot burgunderna. Det bedrevs av de fyra efterföljarna till Clovis. Det kom till ett avgörande med slaget vid Vézeronce 524, med ett slutgiltigt burgundiskt nederlag.